# Yves Bordes
Yves Bordes (né en 1953) est un auteur de bande dessinée, illustrateur et peintre français, surtout connu pour la série d'aventures médiévales Foc (1983-1990).

## Biographie
En matière de bande dessinée, Yves Bordes est autodidacte. À partir de 1978, ses premiers travaux paraissent dans Djin, Formule 1 et Fripounet, puis dans la revue Historique. Il écrit aussi pour Toboggan à partir de 1980. En 1981, il devient dessinateur régulier pour Sud Ouest. En 1983, dans Charlie Mensuel paraissent les premières planches de la série réaliste Foc : Les Mangeurs d'espoir, scénarisée par René Durand. Le tandem collabore également pour Le Nain rouge, série lancée en 1986.

### Vie familiale
Yves Bordes a un fils, Aurélien Bordes, alias Aurel McNitro.